# Sonic Forces: Speed Battle
『Sonic Forces: Speed Battle』（ソニック フォース スピード バトル）は、2017年に配信されたオンラインレースゲーム。当時発売予定だった『ソニック フォース』を宣伝するために開発された。日本では未配信。

## ゲームプレイ
操作キャラクターを選択し、ランダムに選択されたコースを走行する。キャラクターは、コース上にあるゴールドリングを取得すると移動速度が上昇するが、障害物に当たるとリングを失い一時的に速度が低下する。レース終了後、プレイヤーは集めたリングを保持できる。

## キャラクター
| キャラクター                 | クラス     | 統計                              | アイテム                                                         |
| ---------------------------- | ---------- | --------------------------------- | ---------------------------------------------------------------- |
| ソニック                     | 一般       | 速度: 10/10 加速度: 5/10 力: 3/10 | 火の玉 パワースニーカー 氷山                                     |
| クラシックソニック           | 一般       | 速度: 9/10 加速度: 5/10 力: 5/10  | モトラ 無敵 竜巻                                                 |
| テイルス                     | 一般       | 速度: 8/10 加速度: 7/10 力: 3/10  | モトラ 風ブースト 竜巻                                           |
| ナックルズ                   | 一般       | 速度: 7/10 加速度: 4/10 力: 9/10  | 火の玉 無敵 爆発鉱山                                             |
| エミー                       | 一般       | 速度: 9/10 加速度: 5/10 力: 7/10  | ライトニング アイスダッシュ 氷山                                 |
| オメガ                       | 一般       | 速度: 8/10 加速度: 6/10 力: 7/10  | モトラ エレクトロブースト 爆発鉱山                               |
| チャーミー                   | 一般       | 速度: 7/10 加速度: 8/10 力: 4/10  | 旋風 風ブースト 竜巻                                             |
| シルバー                     | 一般       | 速度: 6/10 加速度: 6/10 力: 6/10  | 旋風 イリュージョンブースト 竜巻                                 |
| クリーム                     | レア       | 速度: 9/10 加速度: 9/10 力: 4/10  | チャオブーメラン バニーブースト チャオネード                     |
| ブレイズ                     | レア       | 速度: 9/10 加速度: 4/10 力: 8/10  | 火の渦 ファイアーブースト 溶岩爆弾                               |
| ルージュ                     | レア       | 速度: 9/10 加速度: 8/10 力: 6/10  | ライトニング イリュージョンブースト ブービートラップ             |
| エスピオ                     | レア       | 速度: 9/10 加速度: 8/10 力: 6/10  | 旋風 イリュージョンブースト イリュージョンマイン                 |
| ジェット                     | レア       | 速度: 10/10 加速度: 5/10 力: 5/10 | バショウセン 風ブースト 竜巻                                     |
| ストーム                     | レア       | 速度: 9/10 加速度: 6/10 力: 10/10 | 旋風 風ブースト ザップトラップ                                   |
| ウェーブ                     | レア       | 速度: 9/10 加速度: 6/10 力: 7/10  | 旋風 レンチラッシュ 爆発鉱山                                     |
| ベクター                     | レア       | 速度: 9/10 加速度: 8/10 力: 8/10  | 火の玉 無敵 バブルボム                                           |
| タングル                     | レア       | 速度: 7/10 加速度: 5/10 力: 10/10 | テールストライク テールスプリング テールストライク               |
| ウィスパー                   | レア       | 速度: 8/10 加速度: 6/10 力: 7/10  | シアン・レーザー グリーン・ホバー ピンク・スパイク               |
| ビッグ                       | 超レア     | 速度: 7/10 加速度: 7/10 力: 10/10 | バタバタチョンプ アンブレラブースト リリートラップ               |
| カオス                       | 超レア     | 速度: 10/10 加速度: 5/10 力: 9/10 | 氷の波 アイスブースト 氷山                                       |
| シャドウ                     | 超レア     | 速度: 10/10 加速度: 9/10 力: 3/10 | ライトニング パワースニーカー 嵐の雲                             |
| メタルソニック               | 超レア     | 速度: 9/10 加速度: 6/10 力: 7/10  | スチール エレクトロブースト 爆発鉱山                             |
| ザボック                     | 超レア     | 速度: 7/10 加速度: 8/10 力: 10/10 | 火の玉 ファイアブースト 爆発鉱山                                 |
| ザズ                         | 超レア     | 速度: 9/10 加速度:10/10 力: 5/10  | モトラ エレクトロブースト スタートレイル                         |
| ジーナ                       | 超レア     | 速度: 8/10 加速度: 9/10 力: 7/10  | 吹雪爆弾 エレクトロブースト 爆発鉱山                             |
| ティカル                     | 超レア     | 速度: 10/10 加速度: 6/10 力: 5/10 | チャオガーディアン チャオチェイス キャプティブライト             |
| エッグマン                   | 超レア     | 速度: 9/10 加速度: 7/10 力: 6/10  | バルキーン ロケットブースト 儀仗兵                               |
| オールスターエミー           | スペシャル | 速度: 10/10 加速度: 4/10 力: 8/10 | 三振 ホームラン 竜巻                                             |
| スラッガーソニック           | スペシャル | 速度: 10/10 加速度: 5/10 力: 6/10 | 三振 ホームラン 氷山                                             |
| サンタビッグ                 | スペシャル | 速度: 9/10 加速度: 9/10 力: 7/10  | フローズンバタバタチョップ お祝いアンブレラブースト 煙道ショット |
| エルフクラシックソニック     | スペシャル | 速度: 10/10 加速度: 6/10 力: 5/10 | モトラ アイスブースト 煙道ショット                               |
| エクスカリバーソニック       | スペシャル | 速度: 10/10 加速度: 5/10 力: 7/10 | ソウルサージ 流星チャージ 王の裁き                               |
| アイススライサージェット     | スペシャル | 速度: 10/10 加速度: 7/10 力: 5/10 | トラップショット アイスブースト 氷山                             |
| ロングクロー                 | スペシャル | 速度: 8/10 加速度:10/10 力: 6/10  | ライトニング 風ブースト サイクロンチャージ                       |
| ルナブレイズ                 | スペシャル | 速度: 9/10 加速度: 7/10 力: 7/10  | ドラゴンダンス ファイアブースト 火の爆弾                         |
| ランタンシルバー             | スペシャル | 速度: 7/10 加速度:10/10 力: 6/10  | 花火の突風 イリュージョンブースト 火の爆弾                       |
| ベビーソニック               | スペシャル | 速度: 9/10 加速度:10/10 力: 2/10  | 旋風 EMPブースト 嵐の雲                                          |
| ティーンソニック             | スペシャル | 速度: 10/10 加速度: 6/10 力: 5/10 | 旋風 リングポータル ザップトラップ                               |
| リーパーメタルソニック       | スペシャル | 速度: 9/10 加速度: 5/10 力: 9/10  | ハーベストタイム アイスブースト デッドエンド                     |
| ウィッチルージュ             | スペシャル | 速度: 10/10 加速度: 7/10 力: 7/10 | ドラックオランタン 風ブースト ブービートラップ                   |
| ヴァンパイアシャドウ         | スペシャル | 速度: 10/10 加速度: 8/10 力: 4/10 | ドラックオランタン エレクトロブースト 嵐の雲                     |
| スプリングクリーム           | スペシャル | 速度: 9/10 加速度:10/10 力: 4/10  | チャオブーメラン バニーブースト ヘッジメイズ                     |
| ティダールウェーブ           | スペシャル | 速度: 9/10 加速度: 9/10 力: 5/10  | ワイプアウト レンチラッシュ 氷山                                 |
| トロピカルストーム           | スペシャル | 速度: 9/10 加速度: 7/10 力: 8/10  | ワイプアウト 風ブースト 嵐の雲                                   |
| トレジャーハンターナックルズ | スペシャル | 速度: 10/10 加速度: 4/10 力: 9/10 | ライトニング ゴールドラッシュ ロッキーロード                     |
| エリートエージェントルージュ | スペシャル | 速度: 10/10 加速度: 6/10 力: 5/10 | モトラ ゴールドラッシュ バットボム                               |
| ジングルベルエミー           | スペシャル | 速度: 9/10 加速度: 5/10 力: 8/10  | 氷の波 アイスブースト スパイクギフト                             |
| クォーターバックザボック     | スペシャル | 速度: 8/10 加速度: 7/10 力: 10/10 | 野蛮スロー 残忍ビルツ 溶岩爆弾                                   |
| ランスロット                 | スペシャル | 速度: 10/10 加速度: 6/10 力: 6/10 | カオススラッシュ カオスチャージ 嵐の雲                           |
| DJベクター                   | スペシャル | 速度: 9/10 加速度: 7/10 力: 8/10  | オーディオアサルト ビートブースト 嵐の雲                         |
| パンクザズ                   | スペシャル | 速度: 9/10 加速度: 6/10 力: 10/10 | オーディオアサルト 低音ブースト 竜巻                             |
| スーパーソニック             | スペシャル | 速度: 10/10 加速度: 5/10 力: 3/10 | 火の玉 スーパーソニックフォーム 氷山                             |
| パーシヴァル                 | スペシャル | 速度: 8/10 加速度: 10/10 力: 8/10 | レーヴァテインランジ 燃えるオーラ 溶岩爆弾                       |
| ユニコーンクリーム           | スペシャル | 速度: 9/10 加速度: 10/10 力: 4/10 | レインボーブラスト 魔法ブースト チャオネード                     |
| ウェアホッグ                 | スペシャル | 速度: 9/10 加速度: 5/10 力: 9/10  | ダークブラスト フェラルダッシュ 嵐の雲                           |

## コース
- グリーンヒル
- スカイサンクチュアリ
- 市街地
- ミスティックジャングル
- ゴールデンベイ